# Генеральна губернія

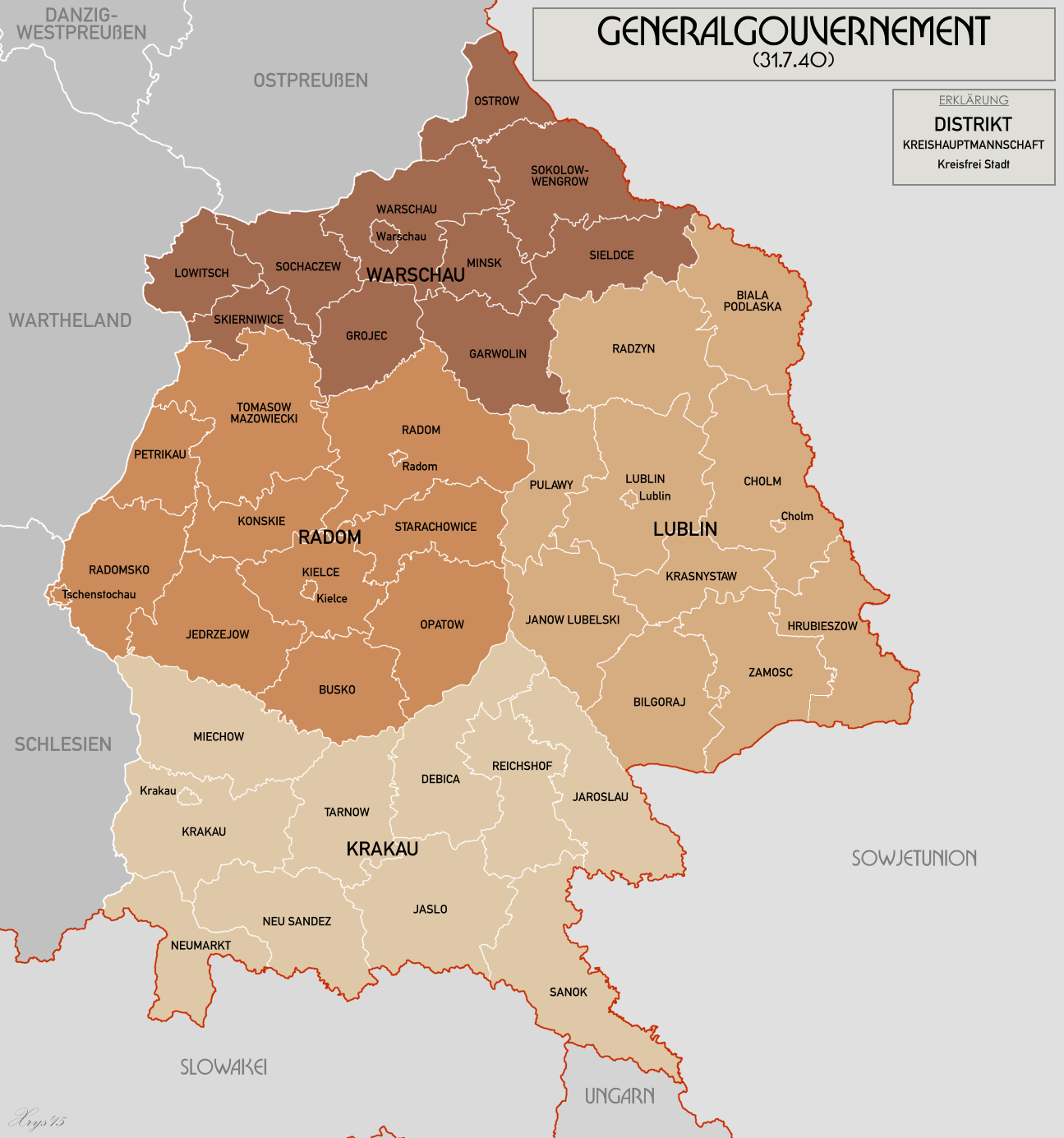
Адміністративна карта губернії, липень 1940

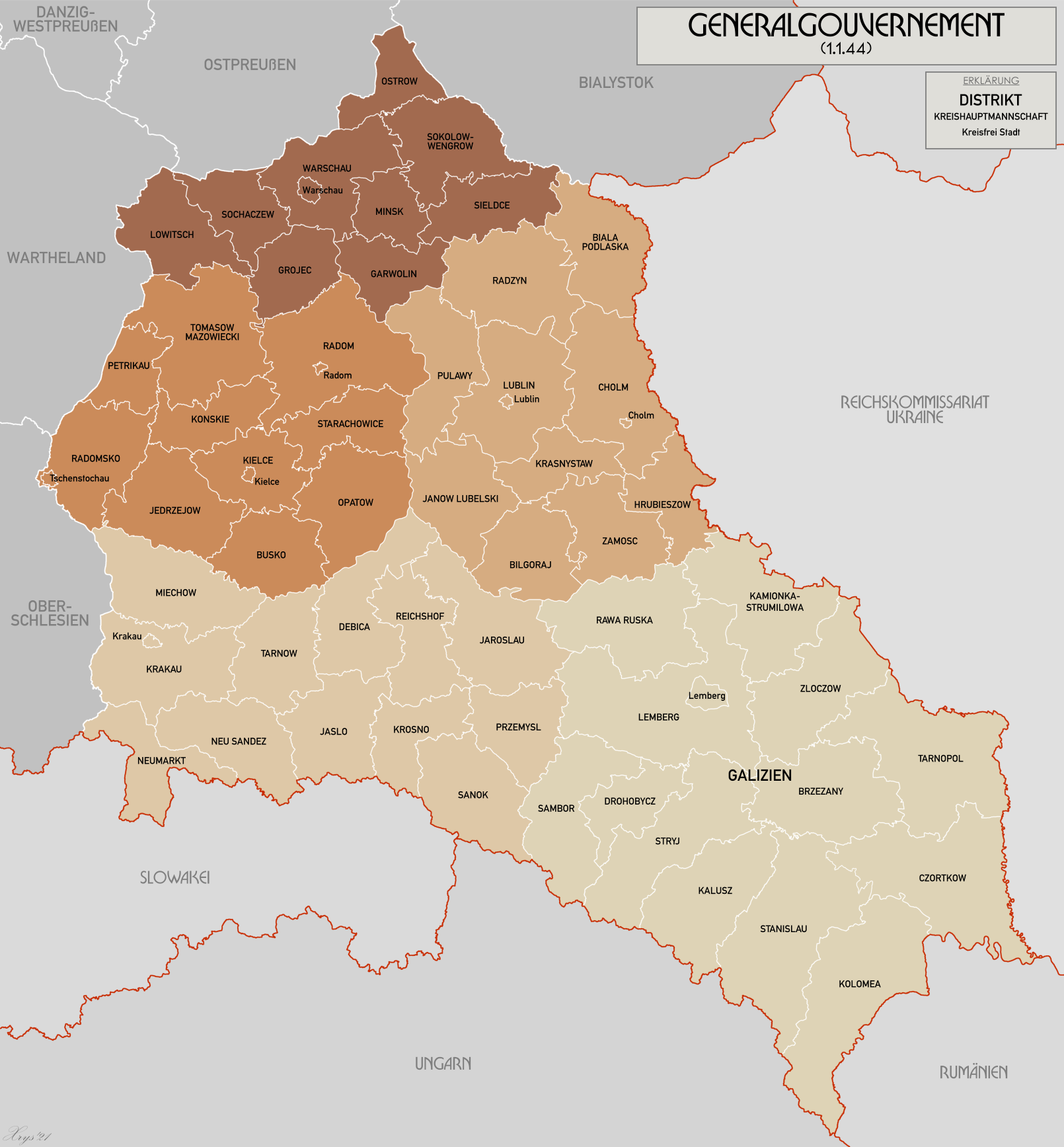
Адміністративна карта губернії, липень 1941 — січень 1944, після реалізації плану «Барбаросса»

Генеральна губернія, або Генерал-губернаторство — тимчасова адміністративно-територіальна одиниця, утворена 12 жовтня 1939 року гітлерівським урядом під час Другої світової війни у центрально-східній частині Польської держави. Адміністративний центр був у Кракові. Повна офіційна назва — Генерал-губернаторство для окупованих польських земель (нім. Generalgouvernement für die besetzten polnischen Gebiete, пол. Generalne Gubernatorstwo dla okupowanych ziem polskich).
До складу Генеральної губернії входили і українські етнографічні землі — Лемківщина, Підляшшя, Холмщина й частина Надсяння (загальна площа 16 тисяч км²). 1 серпня 1941 року Генеральна губернія була об'єднана з дистриктом Галичина. На чолі губернії стояв генерал-губернатор Ганс Франк, якому належала вся повнота адміністративної і військової влади.
Генеральна губернія поділялась на окружні староства («крайзгауптманшафти») та виділені в окремі одиниці «вільні міста» («крайзфрайштадти») на чолі з штадтгауптманами. У Галичині відновлено поділ на повіти і гміни. Сільське населення отримало право територіального самоуправління. Окупаційний режим на галицьких землях був дещо ліберальніший, ніж на решті українських територій, що було пов'язано з тривалим перебуванням у складі Австро-Угорщини.

## Адміністративний поділ
Для адміністративних цілей Генеральну губернію було поділено на чотири дистрикти: дистрикт Варшава, дистрикт Люблін, дистрикт Радом та дистрикт Краків. Після того, як Третій Рейх напав на Радянський Союз і окупував територію України, було утворено п'ятий — дистрикт Галичина (1 серпня 1941 року на основі територій Східної Галичини).

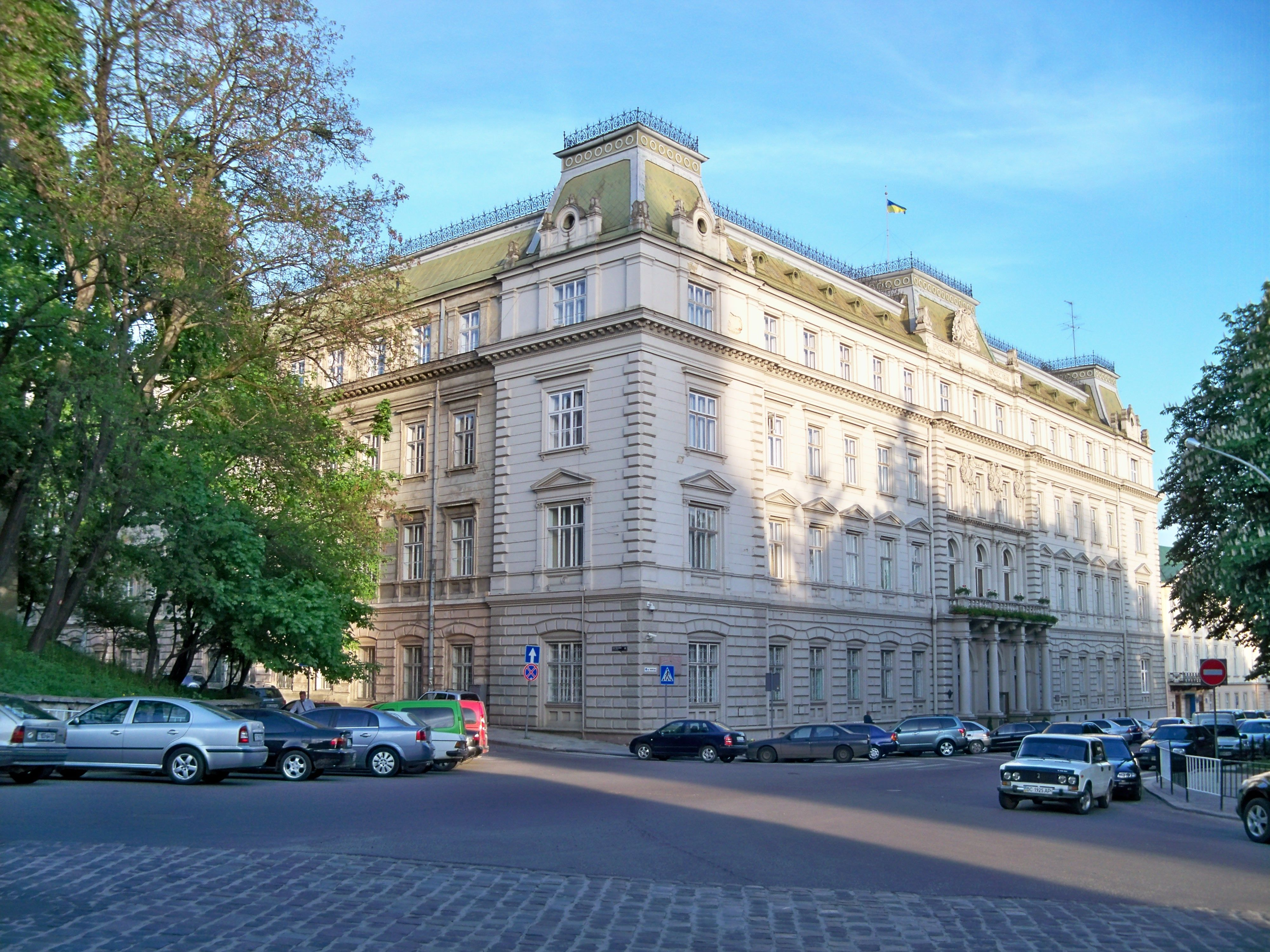
Будинок Галицького намісництва. У період між двома світовими війнами тут розташовувалося польське воєводське управління, в період нацистської окупації — адміністрація губернатора Дистрикту Галичина.

Згодом ці п'ять дистриктів були поділені на міські округи (Stadtkreise, тобто міста, які самі утворюють окремий округ) та округи (Kreishauptmannschaften). Згідно з декретом від 15 вересня 1941 року назви більшості основних міст було змінено на історичні німецькі назви, або германізовані версії польських чи українських назв. Проте також залишалися і попередні назви. Дистрикти були поділені таким чином:
| Дистрикт Галичина | |
| Міські округи     | Лемберг (Lemberg, Львів) |
| Окружні староства | Бережани (Breschan), Чортків (Tschortkau), Дрогобич, Кам'янка-Струмилівська (Kamionka-Strumilowa), Коломия (Kolomea), Лемберг-Округ (Lemberg-Land), Рава-Руська (Rawa-Ruska), Станіславів (Stanislau), Самбір (Sambor), Стрий (Stryj), Тарнополь (Tarnopol), Золочів (Solotschiw), Калуш (Kallusch) |
| Дистрикт Краків   | |
| Міські округи     | Краків (Krakau) |
| Окружні староства | Дембиця (Dembitz), Ярослав (Jaroslau), Ясло (Jassel), Краків-Округ (Krakau-Land), Коросно (Krosno, Мехув (Meekow), Нови Тарґ (Neumarkt), Новий Сонч (Neu-Sandez), Перемишль (Przemysl), Ряшів (Reichshof), Сянок (Sanok), Тарнів (Tarnau)                                                           |
| Дистрикт Люблін   | |
| Міські округи     | Люблін |
| Окружні староства | Біла-Підляська (Biala-Podlaska), Білгорай (Bilgoraj), Холм (Cholm), Грубешів (Grubeschow), Янів-Любельський (Janow Lubelski), Красностав (Krasnystaw), Люблін-Округ, Пуляви (Pulawy), Радин (Rehden), Замостя (Zamosch/Himmlerstadt/Pflugstadt)                                                     |
| Дистрикт Радом    | |
| Міські округи     | Кельці (Kielce), Радом (Radom), Ченстохова (Tschentochau) |
| Окружні староства | Бусько (Busko), Єнджеюв (Jedrzejow), Кельці-Округ (Kielce-Land), Конське (Konskie), Опатув (Opatau), Пйотркув (Petrikau), Радом-Округ (Radom-Land), Радомсько (Radomsko), Стараховиці (Starachowitz), Томашів (Tomaschow Mazowiecki)                                                                |
| Дистрикт Варшава  | |
| Міські округи     | Варшава (Warschau) |
| Окружні староства | Ґавролін (Garwolin), Ґруєц (Grojec), Лович (Lowitsch), Мінськ (Мінськ Мазовецький, Minsk), Острув (Острув Мазовецький, Ostrau), Седльці (Siedlce), Сохачів (Sochaczew), Соколів-Венгрів (Sokolow-Wengrow), Варшава-Округ (Warschau-Land)                                                            |

Зміна адміністративної структури була розроблена міністром фінансів Луцом фон Крозігом, котрий через фінансові причини хотів зменшити кількість дистриктів до трьох. У березні 1943 року було оголошено про об'єднання дистриктів Краків та Галичина та поділ території дистрикту Варшава між дистриктами Люблін і Радом. Краків та Варшава повинні були залишатися окремими міськими округами, проте Варшава — під прямим керівництвом Генеральної губернії. Цей декрет повинен був стати чинним 1 квітня 1943 року та був прийнятий Генріхом Гімлером, однак Мартін Борман виступив проти, оскільки хотів перетворити регіон на звичайну область імперії. Вільгельм Фрік та Фрідріх-Вільгельм Крюгер теж скептично ставилися до користі цієї реорганізації. В результаті після переговорів між Гіммлером і Гансом Франком від задуму відмовились.

## Населення
Згідно з офіційними німецькими даними Генеральне губернаторство станом на червень 1941 року займало площу 94,1 тис. км², на якій мешкали 12,1 млн людей, в тому числі такі національні групи (дані за грудень 1940):
- поляки — 10 мільйонів (1939 року)
- євреї — 1 350 000
- українці — 500 000
- українськомовні римо-католики — 200 000[1]
- інші групи — 300 000, у тому числі 90 тисяч фольксдойчів і 80 тисяч ґуралів (німці зараховували їх до так званого ґораленфольку), а також русини.

За Євгеном Пастернаком, який посилався на офіційні німецькі дані, чисельність населення Генеральної губернії до приєднання Галичини становила 10 млн осіб, з яких українців — 600 тис. осіб, сполонізованих українців («калакутів») — 188 тис. осіб.
Після утворення дистрикту Галичина площа Генеральної губернії зросла до 145,2 тис. км², а кількість населення до 17 млн, в тому числі:
- поляки — 10 690 000 (10 млн в Генеральній губернії 1940 року[4] плюс 687 тис. у Східній Галичині[5] (200 тис. поляків були вивезені вглиб СРСР під час 1939—1941 рр.)
- українці — 4 450 000 (близько 0,2 млн в Холмщині й Підляшші та 4,258 млн в Галичині[5])
- євреї — 1 900 000 (близько 0,557 млн в Східній Галичині[5] та 1,35 млн в решті Генеральної губернії)[4]. Офіційні німецькі дані відрізняються від задекларованих генеральним губернатором Гансом Франком, який на засіданні уряду Генеральної губернії 16 грудня 1941 року сказав про 2,5 млн євреїв.

За німецьким переписом Генеральної губернії, в 1943 році на теренах Холмщини та Підляшшя проживало 290 тис. українців. 1943 року на терени Генеральної губернії було переселено додатково 330 тисяч німецьких колоністів. Також було 1,5 млн євреїв, звезених в Генеральну губернії з інших країн Європи. До цього під час операції Райнгард було вже вбито близько 2 млн євреїв та циган.
Під час німецької окупації 1 млн 800 тис. осіб з теренів міжвоєнної Польщі визнали себе фольксдойчами.
Німецька влада надавала українцям Генерал-губернаторства більше прав і можливостей, ніж полякам та євреям. Так, після 1941 року вони створили в Дистрикті Галичина 12 нових українських середніх шкіл (1939 р. тут було чотири українські гімназії) і дали можливість українським учням продовжити навчання в університетах Третього рейху. З українських добровольців (91 000 осіб) дистрикту Галичина, що входив до складу Генерал-губернаторства, в 1943 р. були сформовані 14-та гренадерська дивізія СС «Галичина», чотири добровольчі полки СС і один окремий батальйон СС. Проте будь-які українські самостійницькі ініціативи в культурному та освітньому житті потребували схвалення німецької окупаційної адміністрації, а випадки непокори суворо каралися. Останнє особливо чітко можна простежити на ставленні німців до членів ОУН.

## Влада Генеральної губернії

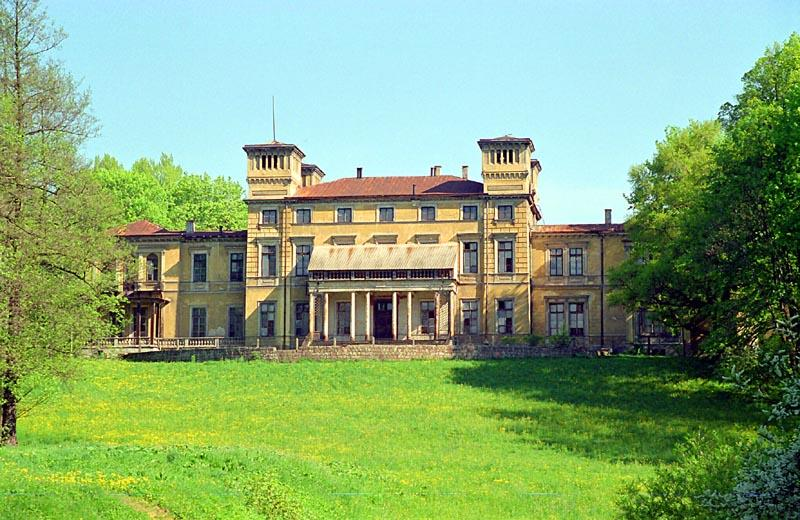
Палац Потоцьких в Кшешовіцах, резиденція Ганса Франка до 1944 року

Основну владу мав в своїх руках генерал-губернатор (нім. Generalgouverneur), резиденція котрого була в Кракові. Варшава стала звичайною столицею одного з дистриктів. Генерал-губернатору допомагали спочатку Канцелярія Генеральної губернії (нім. Amt des Generalgouverneurs), а з 9 грудня 1940 року — Уряд Генеральної губернії (нім. Regierung des Generalgouvernements).
Впродовж усього часу існування Генеральної губернії на посаді генерал-губернатора був Ганс Франк, а шефом уряду — Йозеф Бюлер.
Також був розбудований поліційний апарат і служба безпеки для виконання окупаційної політики.

## Фінансова система
Як стверджує Анджей Ґуйський, Рейхсбанк був проти запровадження німецької валюти у Генеральній губернії через небажаний зріст обігу грошей. Тому для організації грошової системи було залучено Кредитову касу німецького рейху (Reichskreditkassen RKK). Спочатку RKK розміщувалася у Лодзі, на її чолі був колишній голова банку у Гданську — Карл-Антон Шефер. Після перенесення установ Генеральної губернії до Кракова з'явилися каси і в інших містах (всі каси відкриті до травня 1940 року). Каси друкували грошові асигнати для використання як платіжного засобу на зайнятих німецькою армією територіях. Курс грошей був 1 райхсмарка=2 злоті.
8 квітня 1940 року відкрився Емісійний банк у Польщі (Emissionbank in Polen) — спеціальна інституція для емісії грошей у Генеральній губернії. Ця валюта теж називалася злотим. Її курс був 2 злоті = 1 райхсмарка. Після утворення дистрикту Галичина було введено курс для рубля (радянської валюти): 1 злотий = 5 рублів. З часом курс злотого погіршився, зокрема на чорному ринку райхсмарка коштувала 4 злоті (1941—1942) і 3 злоті (1943), а 1944 року було повернено курс 1,8 злотого за марку. Старі банкноти Банку Польського підлягали заміні на нові від Емісійного банку з курсом 1 до 1.

## Економіка
У так званому Генеральному Губернаторстві, або дистрикті «Галичина», у 1941 році було створено окреме гірниче управління в м. Львові з різними відділами й інспекціями, так звані «Betriebsinspektion», у містах Станіславі (Івано-Франківськ), Дрогобичі, Бориславі, Стрию, Надвірній та з 1943 року у Калуші, які входили до складу фірми «Beskiden Erdol — Gewinnungs Gesellschaft m.b.H.». До кінця 1941 року німецька влада зуміла ввести в експлуатацію близько 80 % нафтових свердловин. На початку 1942 року було завершено будівництво газопроводу з м. Дашави до м. Стальової Волі (Польща) довжиною 217 км. З 1942 року розпочала діяльність новостворена фірма під назвою «Karpathen OL A.G.» у м. Львові, до складу якої входила нафтогазова видобувна та переробна промисловість Галичини. Здійснювалася сейсмічна розвідка й пошукові роботи. У 1944 році було ухвалене спеціальне гірниче право для Генерального Губернаторства. Під час німецької окупації у Бориславі було пробурено 123 неглибокі свердловини.

## Судова влада

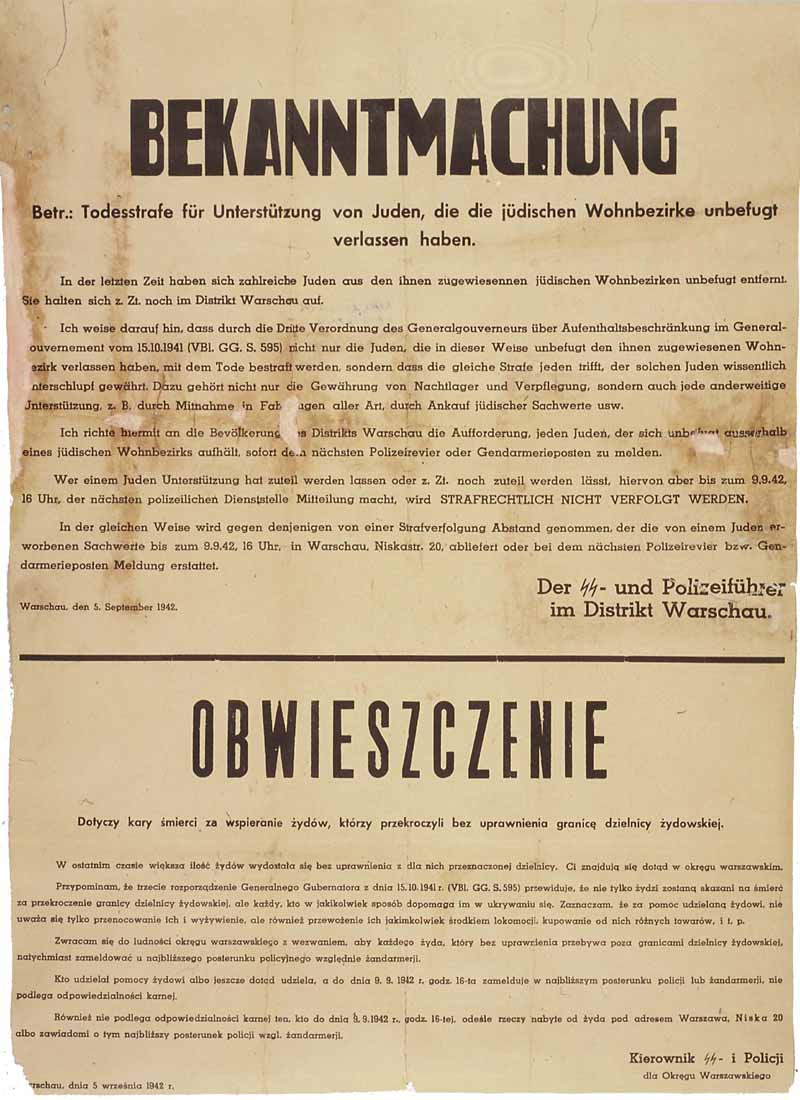
Оголошення про смертну кару за допомогу євреям (9 травня 1942 року)

В листопаді 1939 року було оголошено, що паралельно з старою польською судовою системою будуть діяти і німецькі суди. На початку 1940 року відновлено діяльність польських судів в Генеральній губернії, проте після певних кадрових змін. Було збережено відповідний рівень юрисдикції польських судів, а окупаційна влада мала в своїх руках можливість контролювати правомірність рішень цих судів. Польські судді зберегли свій попередній судовий устрій, проте було усунено суддівську символіку з польським гербом. Функціювали гродські, окружні та апеляційні суди, які займалися справами поза компетенцією німецького судівництва.
В найважливіших містах розташовувалися загальні німецькі суди першої та другої інстанцій, котрі займалися справами, де фігурували німці, фольксдойчі та особи, котрі скоїли злочини проти Рейху. Також були воєнно-польові (Standgericht) та спеціальні (Sondergericht) суди.
Згодом судова система була використана для проведення дискримінаційної політики в сфері національної політики. Наприкінці 1941 року було запроваджене спеціальне кримінальне право для поляків та євреїв, яке значно розширило застосування смертної кари і скасувало вікові обмеження.
Зокрема смертним вироком карали за:
- дії проти німецької влади чи німецького народу (розпорядження Ганса Франка від 31 жовтня 1939 р.)
- зараження німця венеричною хворобою (від 20 лютого 1940 року для боротьби з венеричними хворобами)
- невиконання процедури реєстрації колишніх офіцерів Війська Польського (з 31 липня 1940)
- за завищення максимальних цін на товари на ринку, а також за укривання товарів щоденного вжитку (від 21 січня 1940)
- за недостачу контингентів зерна від землеробів (11 липня 1942 р.)
- за приховування євреїв (з 1942 року, часто без суду на місці злочину)
- ухиляння від будівельної служби (Баудінст)
- спротив і шкідництво всупереч уставам і розпорядженням німецької окупаційної влади (розпорядження Ганса Франка від 2 жовтня 1943 року). Це був дуже суворий акт, адже стосувався і осіб німецької національності[7].

## Поліцейська система
У Генеральній губернії діяло кілька різних видів поліції: 
- Поліція порядку (OrPo) (Ordnungspolizei) — німецька
  - Шутцполіція (Schutzpolizei, або Schupo)
  - Жандармерія (Gendarmerie)
  - Спеціалізовані види поліції: дорожня поліція (Verkehrspolizei), лісова поліція (Forstschutz), фабрична (Werkschutz), поштова (Postschutz).
  - Допоміжна поліція з місцевого населення під німецьким контролем: Синя (Гранатова) поліція (Polnische Polizei im Generalgouvernement — «Польська поліція у Генеральній губернії») — польська; Українська поліція допоміжна та Білоруська допоміжна поліція, Єврейська поліція, литовські стрільці
- Поліція безпеки (Sicherheitspolizei) — німецька
  - Кримінальна поліція (Kriminalpolizei) — німецька
  - Гестапо (Gestapo) — німецька

Додатково в кожному дистрикті місцевий комендант поліції порядку мав у своєму розпорядженні полк поліції СС (SS-Polizeiregiment) з важким озброєнням. З цих підрозділів при потребі формували загони для різних завдань, зокрема айнзацкоманди та зондеркоманди, які займалися екзекуціями цивільного населення.
Станом на 1 січня 1944 року у всіх поліційних формаціях було 42 320 осіб. В силах безпеки працювало близько 2 тисяч осіб.

## ЗМІ та пропаганда
Звуковий тижневик Генерального Губернаторства — кіножурнал Генеральної губернії.